# Cuisse de Nymphe
Pour la couleur, voir Cuisse de nymphe.

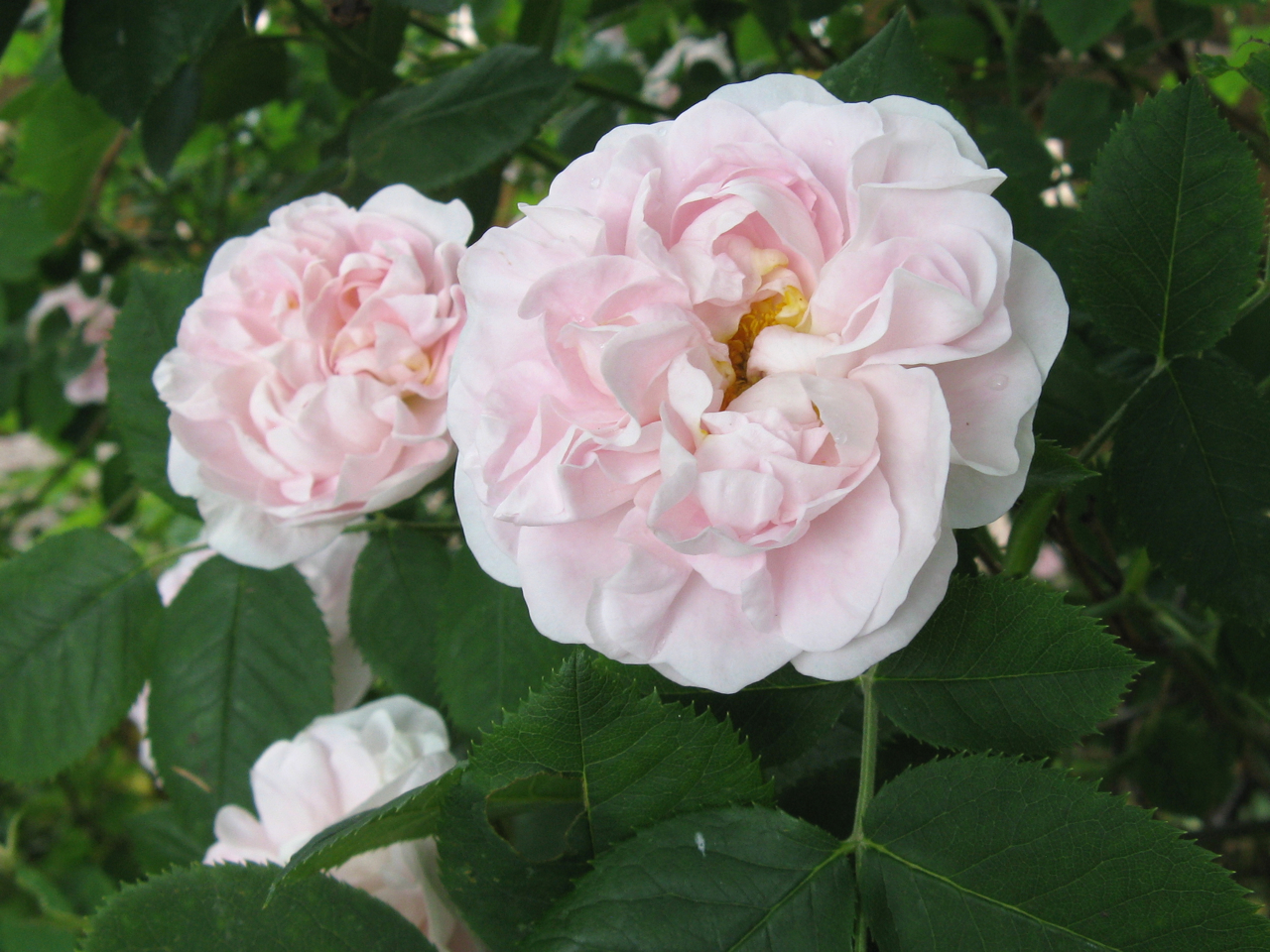
Rosier Cuisse de Nymphe dans le jardin botanique de Linné à Uppsala

‘Cuisse de nymphe’ est un cultivar de roses anciennes.

## Rose ancienne
La rose ancienneest d'un rose très pâle tirant légèrement sur le mauve. Elle fut apportée en France à la fin du XVIe siècle, depuis la Crimée. Elle porta tout d'abord le nom de Rosier blanc royal. C'est une variété de Rosa ×alba (rose blanche). Dans les pays anglo-saxons, elle est appelée great maiden's blush (« grand rougissement virginal »)[réf. souhaitée].